# 151. rezervní divize (Wehrmacht)
151. rezervní divize (německy 151. Reserve-Division) byla pěší divize německé armády (Wehrmacht) za druhé světové války.

## Historie
Divize byla založena 25. září 1942 ve Vilniusu. 9. února 1944 byla divize zrušena ve vojenském prostoru Sever ve Východním Prusku a její části byly použity k sestavení pěší divize Mielau.